# Эстонцы в России

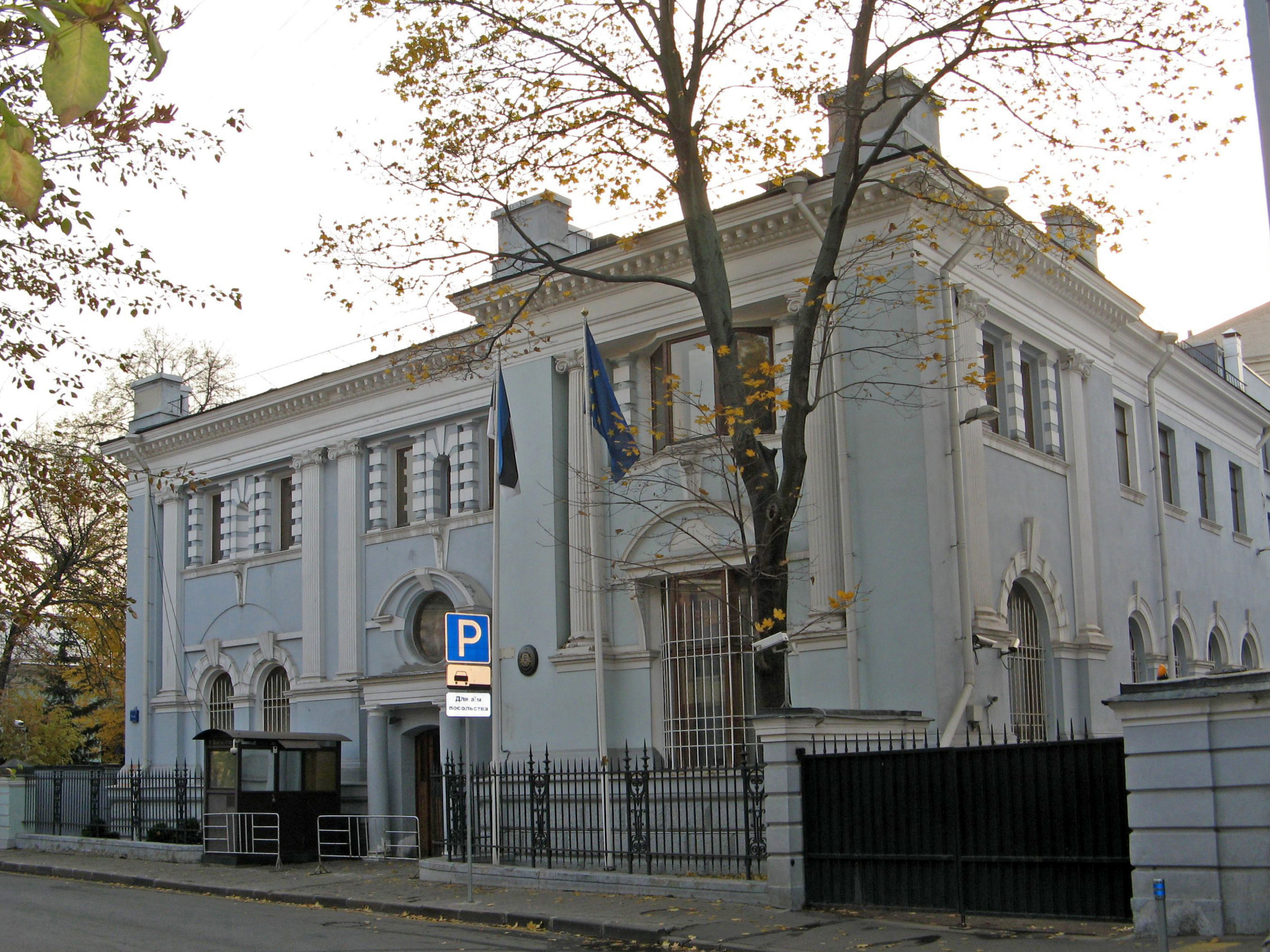
Посольство Эстонии в Москве, 2014 год. Малый Кисловский переулок, дом 5

Эстонцы России  (эст. Venemaa eestlased) — в настоящее время одна из самых малочисленных этнических групп России. Согласно данным Всероссийской переписи населения 2020—2021 гг., численность эстонцев в России составила 8093 человека и удельный вес эстонцев в общей численности населения страны — 0,005 %.

## Миграционные этапы и процессы
Выделяются следующие этапы и процессы переселения эстонцев из Эстонии в Россию и из России в Эстонию и другие страны:

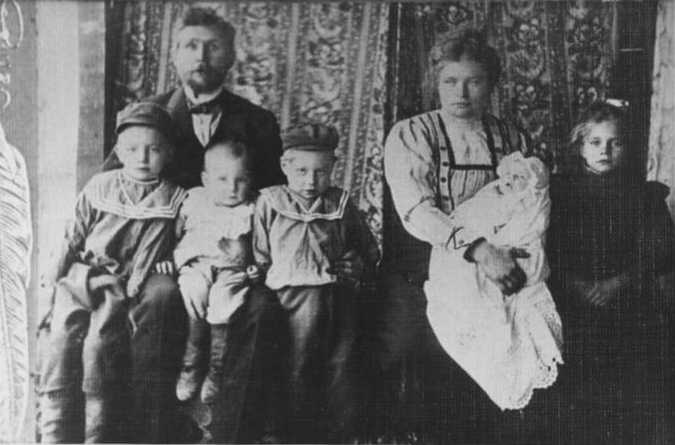
Семья кавказских эстонцев, 1910 год

Эстонцы, переезжающие из России в Эстонию в результате оптации. Нарва, 1921 год

- первая половина XVIII века — массовое переселение эстонцев на территорию Ингерманландии для освоения новых земель после присоединения Прибалтики к Российской империи в ходе Великой Северной войны;
- XIX век — стихийная эмиграция в расположенные рядом с Эстляндской губернией города, в основном — Санкт-Петербург, Псков и Новгород, где многие эстонцы нанимались рабочими на промышленные предприятия; эмиграция большого числа эстонских крестьян на малоосвоенные земли Крыма, Северного Кавказа, Сибири и Дальнего Востока, чему также способствовало строительство Транссибирской магистрали[3][4], а также в Поволжье (Самарскую и Симбирскую губернии[5]);
- 1906—1917 годы — эмиграция в результате столыпинской аграрной реформы, в основном в Сибирь, в поисках лучшей жизни и работы, а также из-за безземелья (⅓ крестьян Эстонии была безземельной);
- Первая мировая война — мобилизация эстонцев в Российскую императорскую армию, эвакуация населения;
- 1920—1923 годы — оптация эстонцев из России в Эстонию на основе соответствующего соглашения между Советской Россией и Эстонской Республикой.
В Эстонию было оптировано от 30 тысяч[6] до 37,6 тысяч[7] человек. Среди оптированных, в частности, были первый профессиональный нейрохирург в мире, генерал-майор Людвиг Пуусепп и будущий знаменитый эстонский певец Георг Отс;
- Вторая мировая война — эвакуация на восток СССР (около 5 тысяч эвакуированных жителей Эстонии не вернулись в Эстонию[8]); сталинские репрессии;
  - июньская депортация 1941 года после присоединения Эстонии к СССР: в восточные регионы России было депортировано 9267 человек[8];
- 1945—1951 годы — депортации из Эстонской ССР;
  - мартовская депортация 1949 года: из Эстонии было депортировано 20 072 человека, большинство которых были эстонцами-хуторянами[9];
- 1952—1990 годы — возвращение этнических эстонцев из России в Эстонию и эмиграция в другие страны мира; ассимиляция;
- с 1991 года — эмиграция эстонцев из России в Эстонскую республику (незначительная[4]) и другие государства (в основном в Финляндию[10]).

## Численность эстонцев в России

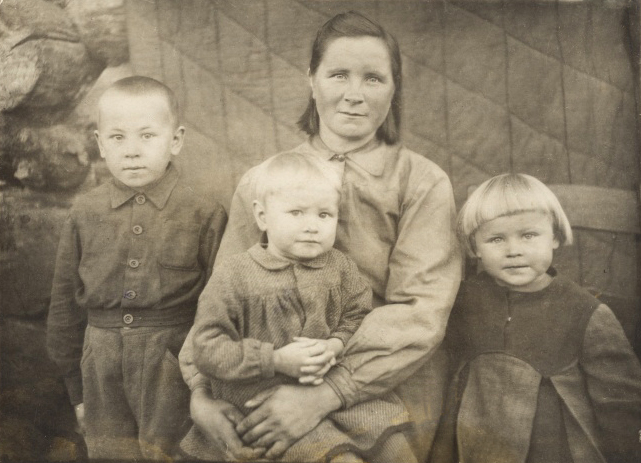
Элла Трейманн с детьми, депортированная из Эстонии в Сибирь в 1949 году

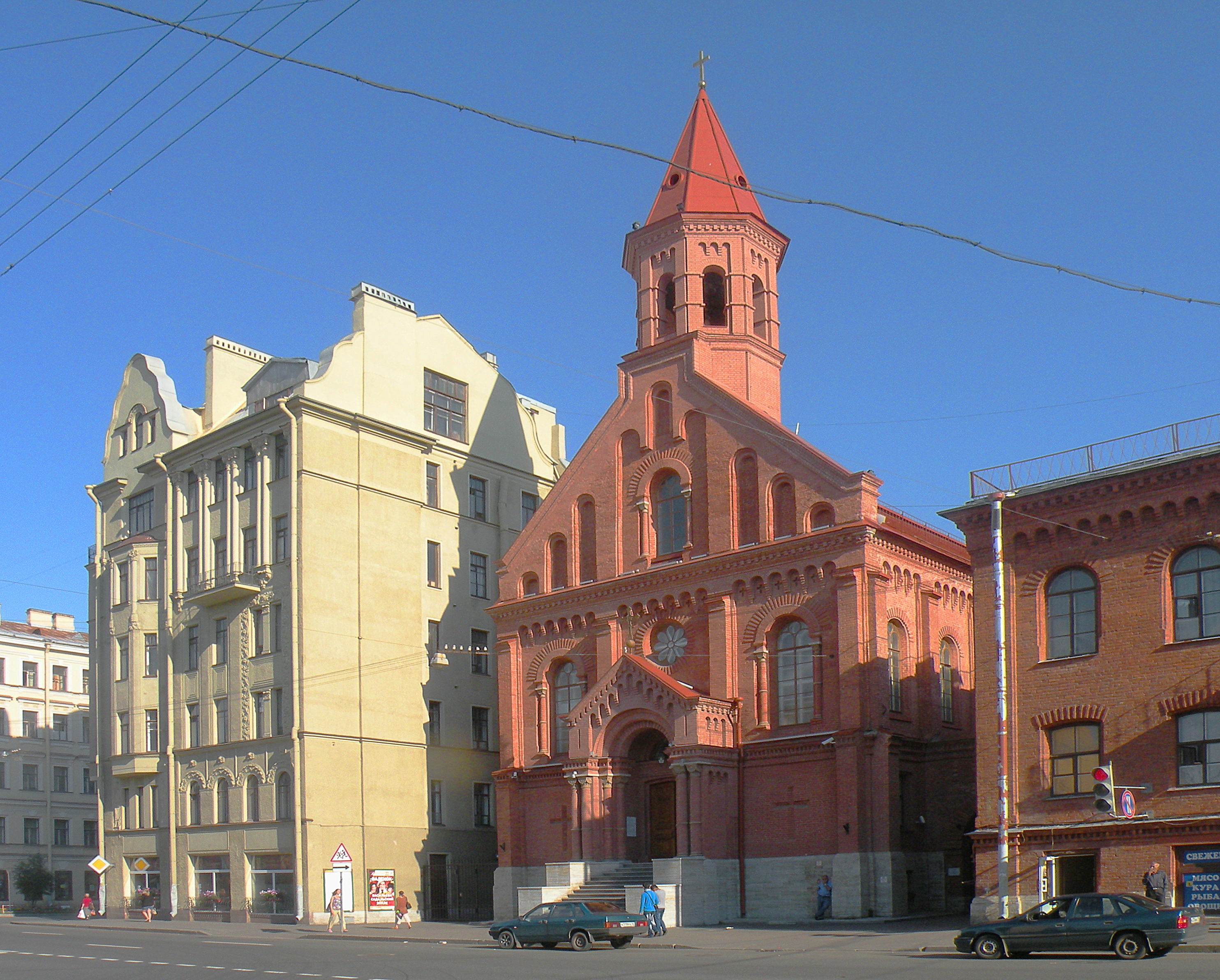
Церковь Святого Апостола Иоанна эстонско-немецкого евангелическо-лютеранского прихода, Санкт-Петербург

В 1917 году численность эстонской диаспоры в России составляла около 200 тысяч человек (18 % от общей численности эстонцев в мире); в России насчитывалось более 300 эстонских поселений, и 90 % эстонцев-переселенцев проживали в её европейской части.
К 2000 году численность эстонцев в России упала до 28 тысяч, что, в частности, было эквивалентно численности эстонских диаспор в США и Канаде.
По данным Всероссийской переписи населения 2010 года, эстонцами себя считали 17 875 человек, из них в городах проживали 11 678 человек, в сельской местности — 6197.
По данным Всероссийской переписи населения 2020—2021 гг., эстонцами себя считали 8093 человека, из них в городах проживали 5257 человек, в сельской местности — 2836; мужчин насчитывалось 3600 чел., женщин — 4493.
Численность эстонцев в России:
| Год                                | 1917    | 1926    | 1939    | 1959   | 1970   | 1979   | 1989   | 2002   | 2010   | 2020  |
| ---------------------------------- | ------- | ------- | ------- | ------ | ------ | ------ | ------ | ------ | ------ | ----- |
| Эстонцы России, чел.               | 200 000 | 150 378 | 132 394 | 78 566 | 62 980 | 55 539 | 46 390 | 28 310 | 17 875 | 8 093 |
| в том числе сету, чел.             | ..      | ..      | ..      | ..     | ..     | ..     | ..     | 197    | 214    | 234   |
| в % к численности населения России | ..      | 0,15    | 0,12    | 0,07   | 0,05   | 0,04   | 0,03   | 0,02   | 0,01   | 0,005 |

Удельный вес эстонской диаспоры России от общей численности эстонской диаспоры, 1800—2015 годы:

## Эстонские деревни на Гдовщине
Стихийное заселение эстонцами гдовской земли происходило уже в начале XVIII века: в годы Великой Северной войны они селились в деревне Луг (Луг Чухны, Чухонский Луг, эст. Luuküla), позже — в деревнях Ершово (эст. Ersova), Чудские Заходы (эст. Suurõseere, Suuresääre), Яновы Заходы (Геновы Заходы, эст. Solna), Власова Грива (эст. Kriiva) и Казаковец (эст. Kasakova, Kazakowitsõ). Этой земле сами эстонцы дали название «лесная глушь» (эст. Maakolk).
До крестьянского закона 1816 года эстонцы-крестьяне не имели возможности самостоятельно покидать своё местожительства, но с середины XIX века началось массовое переселение эстонцев из северной части Дерптского уезда на восточный берег Чудского озера — на Гдовщину. Несмотря на русификацию, эстонцы Гдовщины сохраняли элементы народной культуры, национальное самосознание и родной язык в течение длительного времени и называли новое место своего проживания «Малой Эстонией».
К числу деревень на Гдовщине, где проживали общины эстонцев, также относятся: Боброво (эст. Pabra), Гривки (эст. Grivki), Дехино, Дубницы (Дубница, Тулупьево, Каравай, эст. Dubnitsa, Duubnitsa, Dulopi, Karawai), Заречье (эст. Saaritsa), Каменка (эст. Kaameniku), Кобылье Городище (эст. Märämäe, Liinukatsi), Козлово (эст. Koslova), Кудрово (эст. Kudrowa), Курокша (эст. Kuurakõstõ), Пнёво (эст. Haniva), Путьково (эст. Ruuvja, Rovja), Ремда (эст. Rämedä, Rämja), Самолва (эст. Samblaküla, Samblõkülä), Серёдка (эст. Sääritsa), Стряково (эст. Sträkowa), Трутнево (эст. Trutnewo), Чернёво, Чудская Рудница (эст. Ruudja, Ruukylä). Есть также данные о более ранних православных эстонских (возможно — сетуских) общинах в деревнях Хаваново (Молитвенно, эст. Hovanova), Лудва (эст. Ludva), Осотно (эст. Ossatna), Таборы (эст. Tabori), Хомутово (эст. Väiko-Rovja) и др.
Сетуские эстонцы проживали в деревнях Лудва, Таборы, Хомутово, Мтеж (эст. Vantusõ), Старый Мтеж (эст. Vanäkülä), Пнёво, Путьково (эст. Ruuvja, Raavja, Rovja) и др.
В 1918 году в Дубнице проживало 800 эстонцев, переселившихся сюда в 1880 году из окрестностей Ревеля и Лифляндской губернии. Они взяли землю в аренду у барона Герарда (von Gierard), а затем выкупили её, оформив займы в банке. Барон построил для переселенцев лютеранский молельный дом. В деревне Стряково (к настоящему времени заброшена) в этом же году проживало около 1500 эстонцев.
До Великой Отечественной войны множество эстонских хуторов существовало на т. н. Плесновской стороне. Местность на юге Гдовского уезда, от Узмени и на восток, до сих пор носит историческое название Чухонщина.
По состоянию на февраль 1943 года в окрестностях Гдова работали три эстонские начальные школы. Летом 1943 года, перед насильственной эвакуацией эстонцев Гдовщины в Эстонию германскими оккупационными властями, было зарегистрировано 472 эстонца, которые проживали в деревнях Козлово, Яновы Заходы, Казаковец и Луг. Из деревни Самолва в Эстонию были переселены 250 эстонцев.

Эстонцы на Гдовщине. Фотоматериалы экспедиции Тартуского университета, 1943 год
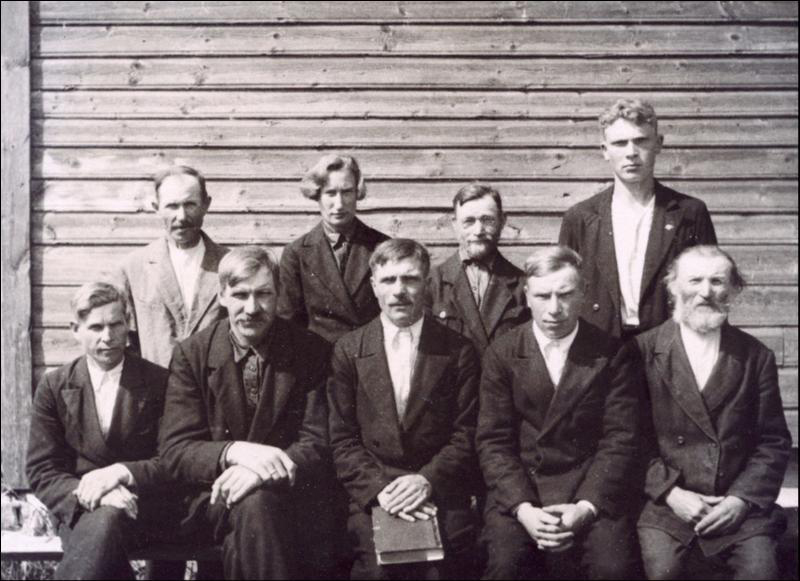
Представители эстонской церковной общины деревни Луг (Луукюла)
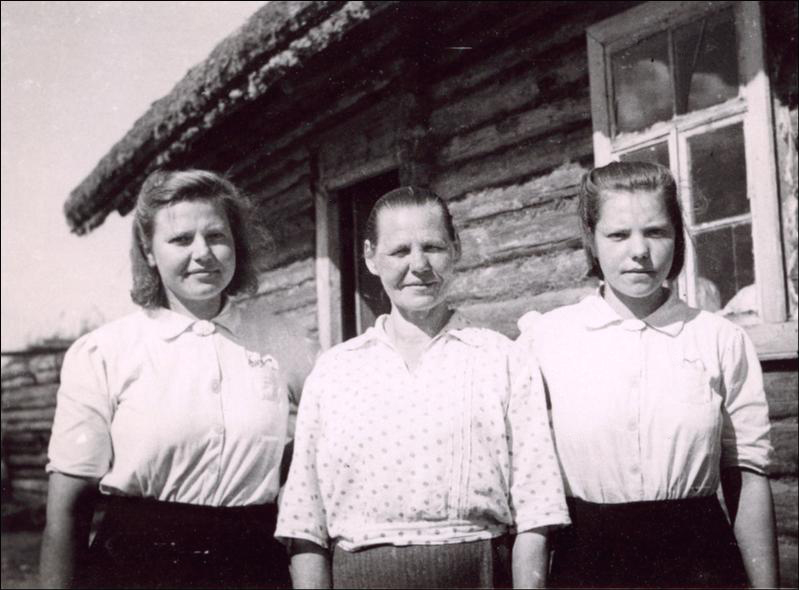
Эстонская семья Ряммер (Rämmer), деревня Яновы Заходы (Солна)
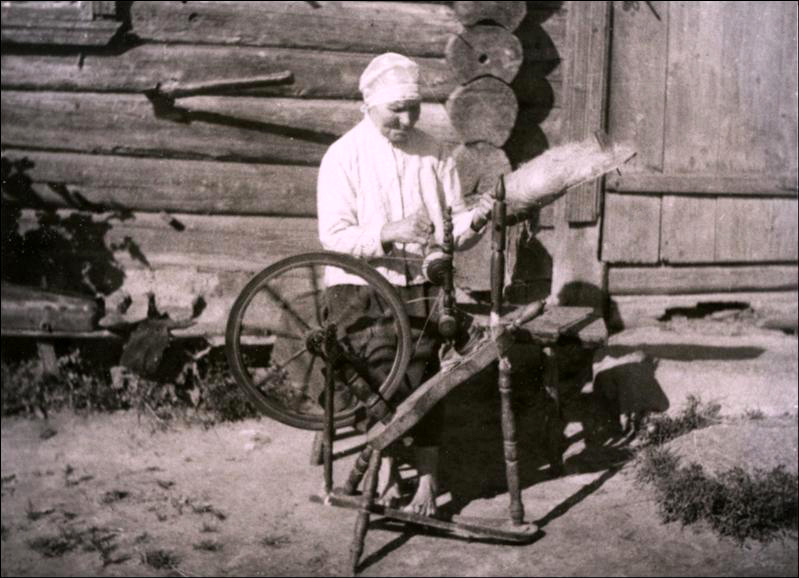
Исполнительница народных песен Ане Солна (Ane Solna) за прялкой. Деревня Солна
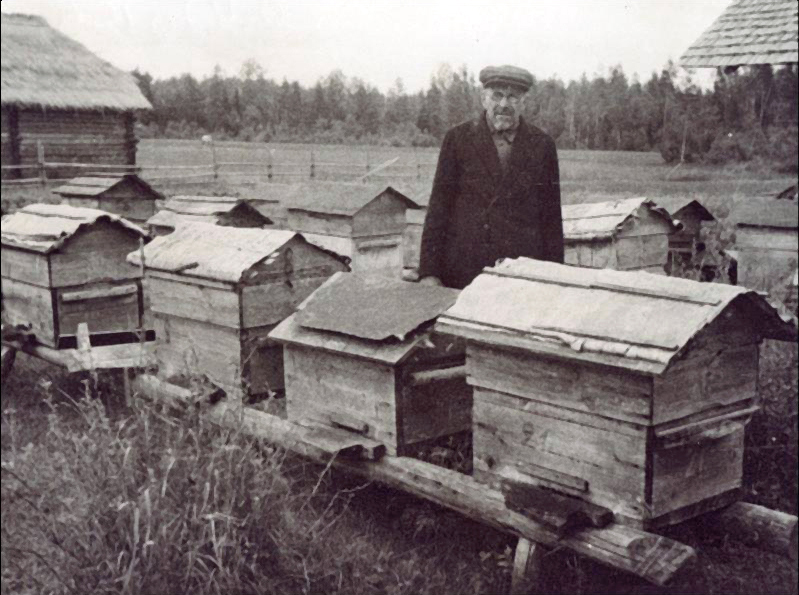
73-летний Кустас Селли (Kustas Selli) среди своих ульев. Деревня Савиха, 1 июля
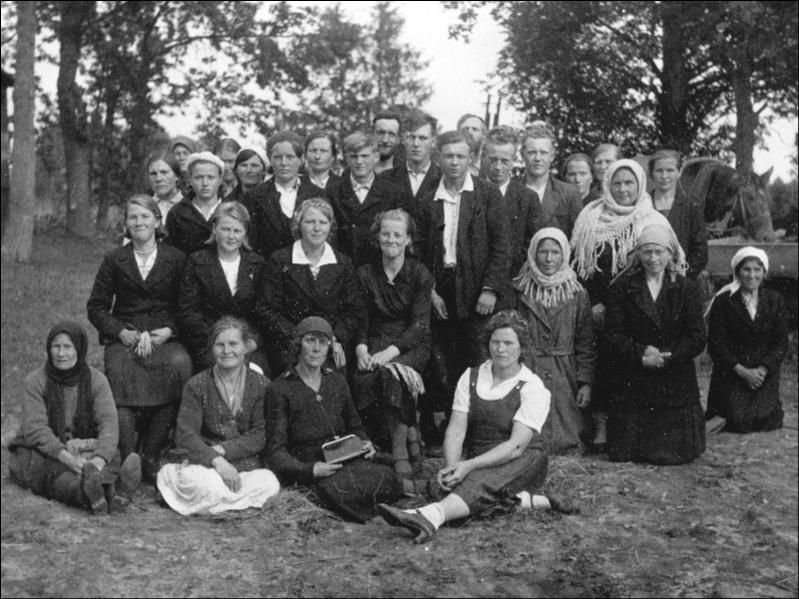
Группа жителей-эстонцев деревни Ломово
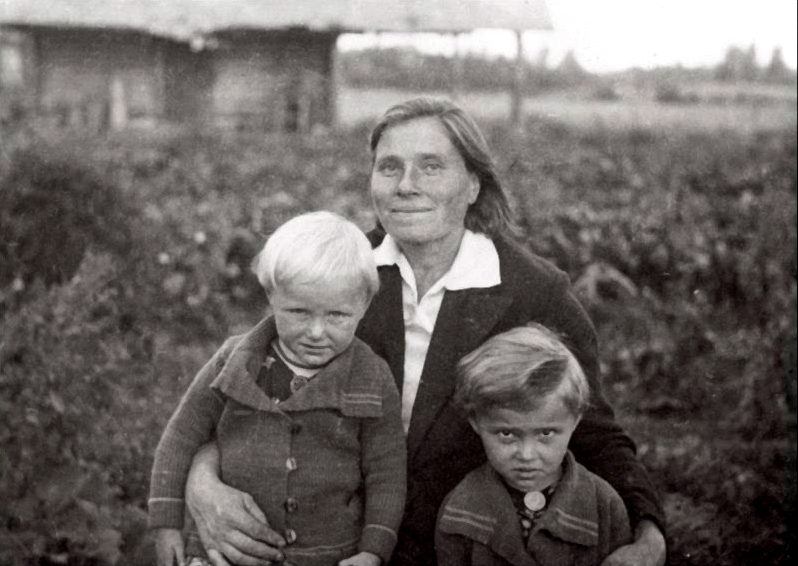
Эстонская семья из деревни Бешково
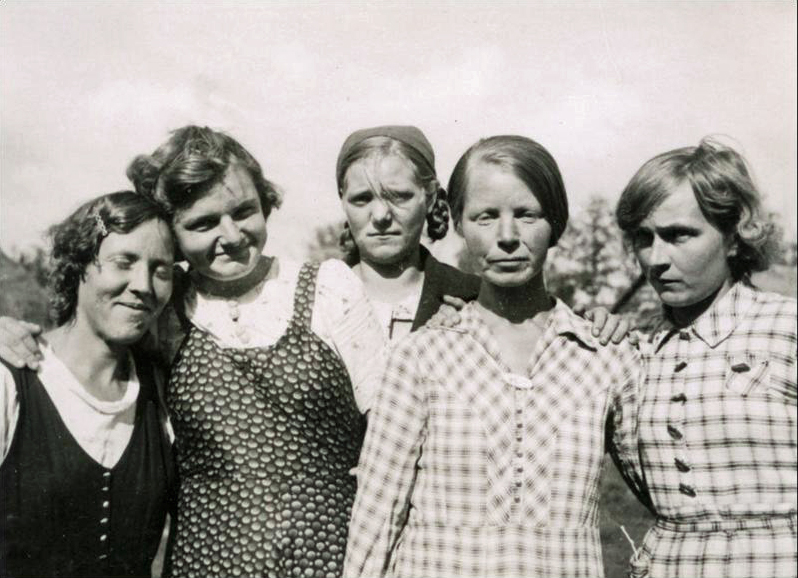
Эстонские женщины из деревни Ляды (Ляда)
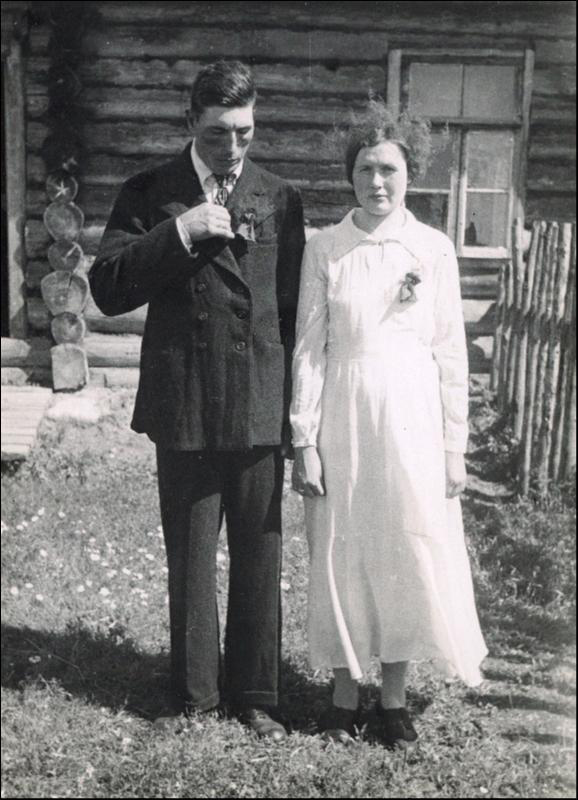
Молодожён Эдгар Кыйк (Edgar Kõik) с невестой в день свадьбы. Деревня Казаковец (Казакова), 18 июля
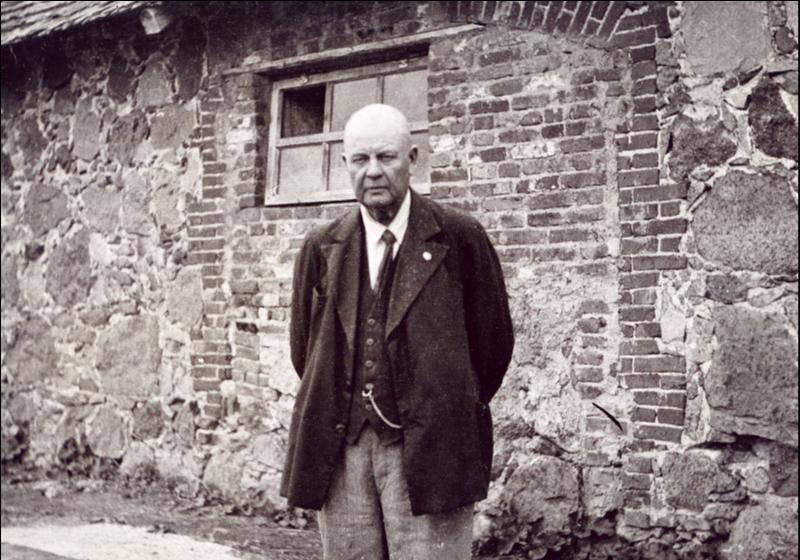
Карл Ундуск (Karl Undusk) из деревни Подкурье
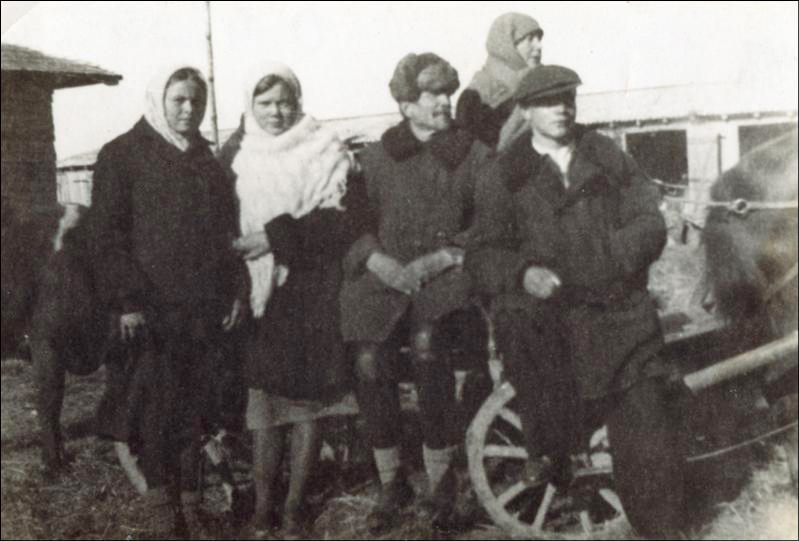
Август Ваан (August Vaan) с семьёй из деревни Чернёво в ходе переселения эстонцев в Эстонию гитлеровскими оккупационными властями, 29 сентября

Известные эстонцы — уроженцы Гдовщины
- Паула Койдо (1920—2004) — эстонский архитектор (старое здание Таллинского аэропорта, здание Эстонского телевидения, больница Эстонского морского пароходства в Таллине, жилые дома в Вяйке-Ыйсмяэ и торговые центры в Мустамяэ и пр.);
- Вольдемар Арнольдович Куслап (род. 1937) — певец, актёр кино, заслуженный артист Эстонской ССР;
- Рудольф Александрович Нууде (1909—1980) — актёр театра и кино, заслуженный артист Эстонской ССР.
- Фёдор Иванович Паульман (1911—1981) — офицер штаба 3-й ударной армии, начальник штаба артиллерии Эстонского стрелкового корпуса Советской армии, гвардии полковник; отец советского государственного деятеля Валерия Фёдоровича Паульмана;
- Эльмар Иванович Паульман (1919—1992) — командир 8-й батареи 779-го артиллерийского полка Красной Армии, командир 23-й дивизии артиллерийского полка, начальник Штаба гражданской обороны Эстонской ССР;
- Ольга Терри[эст.] (1916—2011) — эстонская художница;
- Иоганнес Александрович Ундуск (1918—1979) — советский хозяйственный, государственный и политический деятель.
- Эдуард Юханович Эртис[эст.] (1915—1994) — эстонский писатель, заслуженный деятель культуры Эстонской ССР.

## Эстонцы в Сибири

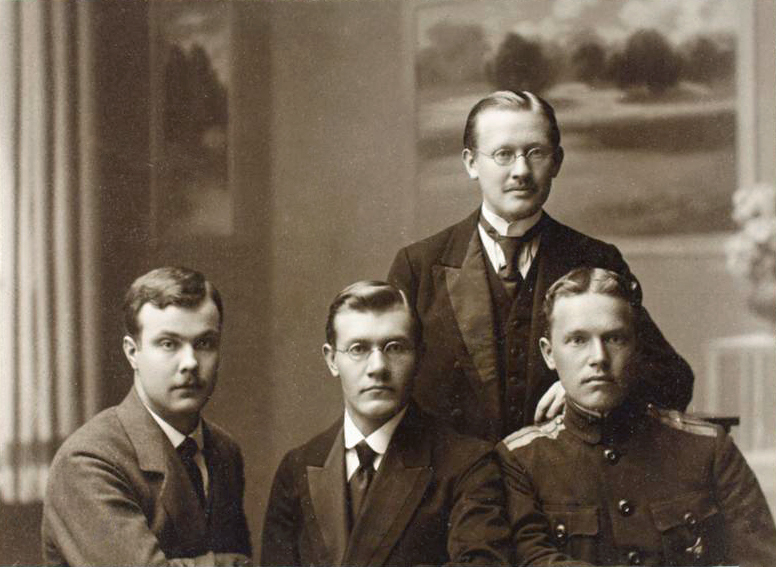
Эстонское представительство во Временной Сибирской Земской думе, 1918 год.
Сидят (слева направо): E. Gross, J. Villo, G. Maurer, стоит R. Kuuskmann

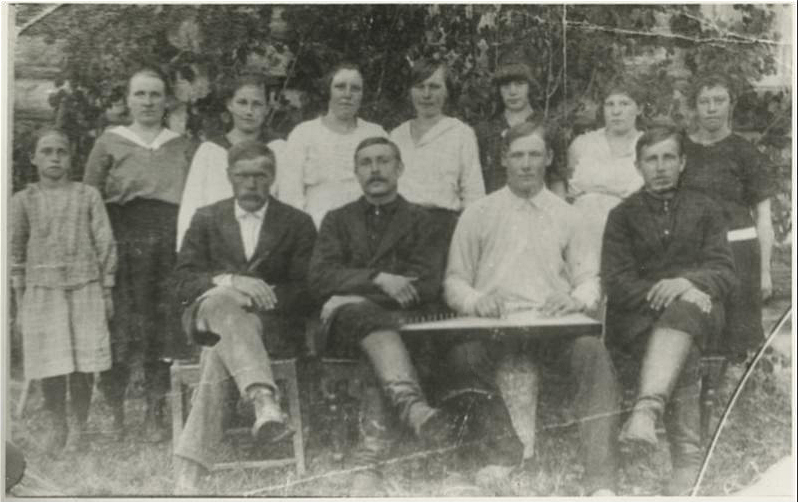
Сибирские эстонцы, участники художественной самодеятельности села Лифляндск, 1930 год

Добровольное и вынужденное переселение эстонцев в Сибирь и реэмиграцию их из Сибири можно разделить на следующие периоды:
- с 1802 года до середины 1880-х годов — отправка эстонцев и других жителей прибалтийских и западных губерний Российской империи на поселение в Сибирь;
- с начала 1890-х годов по 1914 год — добровольное переселение с частичной репатриацией и переселением уголовников, политических каторжников и военнопленных шведской армии;
- 1914—1917 годы, в связи с Первой мировой войной — эвакуация промышленных рабочих и жителей прифронтовых районов;
- 1920—1923 годы, после обретения Эстонией независимости — переселение в Эстонию в результате выбора эстонского гражданства или оптации, а также частичной реоптации;
- 1940-е годы — депортации; многие депортированные эстонцы оставались в Сибири после освобождения на основании ограничений на свободное проживание;
- с 1991 года — возвращение в Эстонию из стран СНГ после восстановления независимости Эстонии.

Одним из первых поселений эстонцев в Западной Сибири считается деревня Рыжково Тюкалинского округа Тобольской губернии (современная Омская область). По данным переписи населения СССР 1989 года, удельный вес эстонцев в общей численности жителей деревни составлял 28 %. Другой известной эстонской деревней в Сибири является Берёзовка (эст. Kaseküla).
В Алтайской губернии в 1902 году эстонцами было основано село Лифляндка (Лифляндск) (к настоящему времени исчезнувшее). В 1926 году в нём проживали 166 человек (80 мужчин и 86 женщин).
Основными занятиями эстонцев в Сибири были пашенное земледелие (рожь, ячмень, лён, бобовые) и скотоводство (молочный скот, лошади, свиньи, овцы); в середине XIX века распространилось также товарное производство картофеля, льна, молочной продукции, рыболовство. Основным видом промышленного производства было сукноделие.
В 1918 году в Сибири проживало около 40 тысяч эстонцев. В ходе оптации 1920-х годов желание вернуться на историческую родину высказали около 85 % эстонских крестьян Сибири. В результате оптации в Эстонию выехали все эстонцы из Иркутской губернии, однако, в целом выехало только около 10 790 человек, включая военнопленных и беженцев.
В настоящее время в Сибири насчитывается около 40 эстонских поселений. По данным переписи населения 2002 года в Красноярском крае насчитывалось 4,1 тысячи эстонцев, в Омской области — 3 тысячи, в Новосибирской области — 1,4 тысячи.
Численность эстонцев в Сибири:
| Год  | 1897 | 1918    | 1926   | 1929   | 1940   | 1959   | 1989   |
| ---- | ---- | ------- | ------ | ------ | ------ | ------ | ------ |
| Чел. | 4082 | 40 000* | 33 623 | 29 461 | 30 000 | 28 200 | 17 000 |

* Из них сету — 4000—5000

## Поволжские эстонцы
В ходе переселения в Поволжье первые эстонцы основались в Самарской губернии в 1855 году. Поначалу им пришлось зарабатывать средства на жизнь работой в чужих хозяйствах. В 1859 году была основана первая в регионе эстонская деревня — Лифляндка (эст. Alaküla, ныне исчезнувшая). Переселенцы передвигались в поисках нового места жительства с места на место в течение многих лет. Земли они получали из незаселённых государственных земель, также была возможность арендовать малоплодородные окраинные земли. Первые семьи смогли найти жильё в расположенных поблизости немецких и русских деревнях, некоторые семьи строили полуземлянки из прутьев с глиной; затем стали возводить саманные дома.
У каждой переселяющейся семьи должно быть не менее 200 рублей серебром. В Самарской губернии каждая мужская душа за пользование землёй должна была платить в среднем 5 рублей серебром в год.

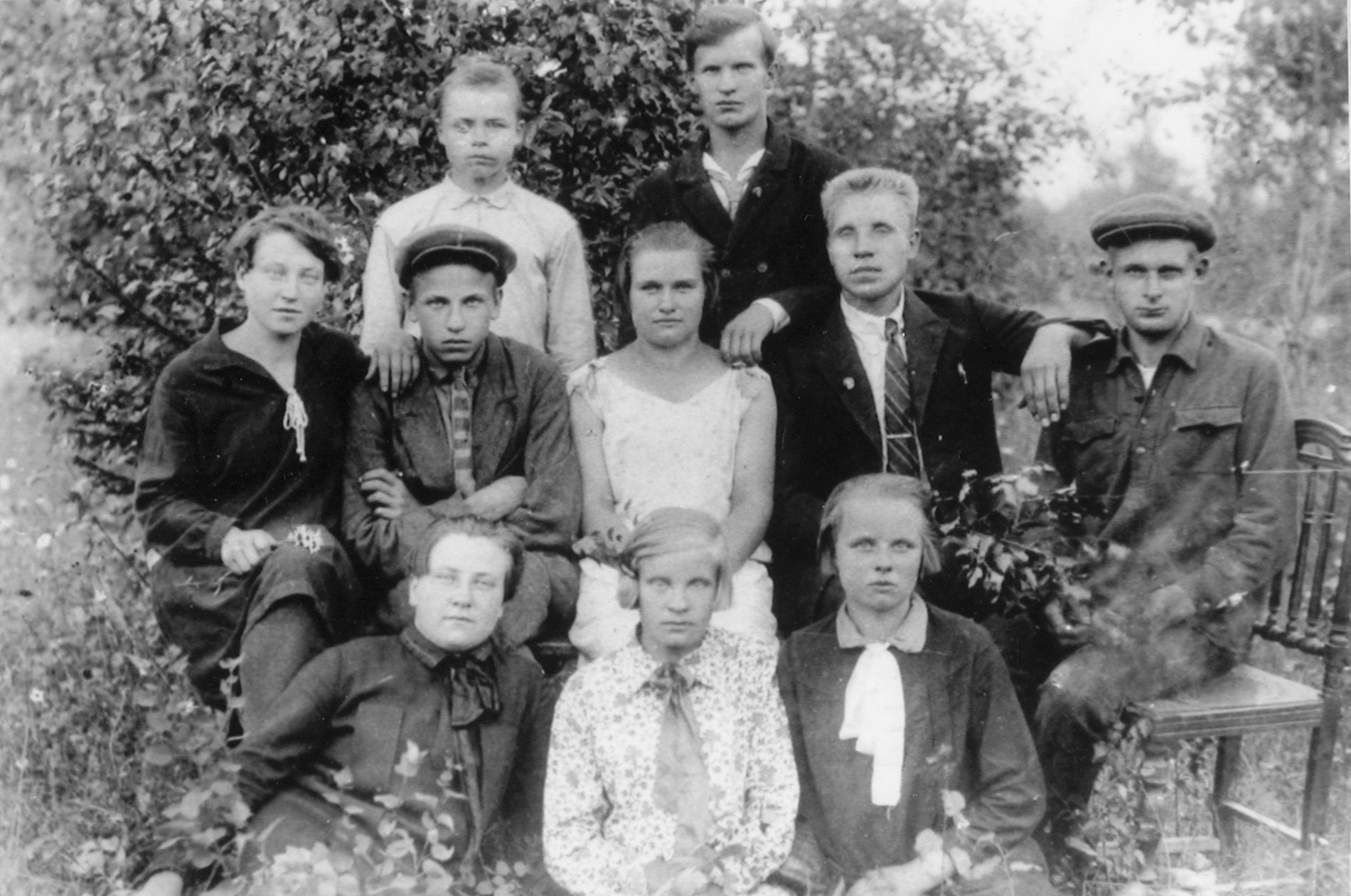
Группа эстонской молодёжи деревни Эстония, частные предприниматели. 1930-е годы

В 1880 году было основано село Горецкое, в 1877 году — деревня Балтика (эст. Vaheküla), в 1885 году — деревня Эстония (ныне исчезнувшая), затем деревни Средне-Правая Чесноковка (эст. Uusküla, Pikkula); во втором — Верхняя Правая Чесноковка (эст. Kivijärve), Левая Шабаловка (эст. Sabaliküla, Kõrgeküla), Средняя Быковка (эст. Lohuküla), Коровино (эст. Lehmaküla, Oruküla) и Тёлкино (эст. Vasikaküla, Tagaküla).
В Симбирскую губернию первые эстонцы прибыли в 1870 году; было основано поселение Смородино. Затем эстонцы заселили сёла Светлое Озеро (1885), Чистое Поле (1877), деревни Огибная (1872), Лапшанка (1876), Ломы (1896), Широкодольный (Широкий, 1885), Доброво. Эстонцы проживали также в селе Никольское.
В эстонских деревнях Кошкинского района в 1930-х годах были созданы в дальнейшем успешно работавшие колхозы «Эдази», «Койт» и «Сяде».
Лифляндка в 1930 году была объединена с селом Горецкое. В Горецком, где раньше насчитывалось 100 изб, летом 2002 года жили лишь одна эстонская и одна казахская семья. В те же годы в деревне Балтика проживал только один эстонец со своей русской женой. В Средней Быковке (Лохукюла) только четверо жителей были эстонцами; прежняя эстонская деревня превратилась со временем в чувашскую. Родившиеся в окрестных деревнях эстонцы в настоящее время живут в основном в районном центре Кошки, и в посёлке, возникшем в нескольких километрах от него вокруг железнодорожной станции Погрузная. Поволжские эстонцы в 2002 году уже сами предполагали, что к 2010-м годам т. н. «чистых» эстонцев в регионе не останется.

## Крымские эстонцы
Первые эстонские ходоки в Крыму появились в 1861 году. Им было поручено оценить специфику южных земель и возможности переезда. Крымские власти встретили их благожелательно. Переселение эстонских крестьян в Крым во второй половине XIX веке было вызвано теми же экономическими причинами, что и переселение в другие регионы России: безземельем и желанием уйти из-под власти балтийско-немецких баронов. Но, в отличие от переселенцев в Поволжье, которые не получали никакой помощи и льгот от государства ни в переезде, ни в обустройстве на новом месте, переезд в оставленную крымскими татарами после Восточной войны Таврическую губернию в 1861 году сопровождался следующими льготами:
- на каждую мужскую душу выделялось от 12 до 15 десятин земли,
- каждая семья получала от государства 100 рублей, а также хлеб и семена на год (и даже на три года, если они подряд окажутся неурожайными);
- в течение первых восьми лет жизни на полуострове эстонцы освобождались от воинской повинности и от уплаты подушного и судебного налогов[26].

В дальнейшем переселенцы могли рассчитывать на помощь только со стороны частных землевладельцев, которой катастрофически не хватало. Кроме того, многие эстонские семьи не получили обещанные отдельные дома, так как некоторые сёла крымские татары всё же не покинули. Эстонским женщинам приходилось наниматься на работу в качестве прислуги в Симферополе, мужчинам — пильщиками, дровоколами, сборщиками винограда, и при этом соглашаться на более низкую оплату труда. С годами, благодаря своему трудолюбию, эстонцы-переселенцы стали одной из самых зажиточных групп жителей Крыма, но при этом в 1860—1870-е годы часть эстонцев, прибывших в Крым, выехала затем на Кавказ и в Северную Америку.
К населённым пунктам Крыма, где селились эстонцы, в частности, относятся: Бурлюк, Кара-Кият, Ботке, Кият-Орка, Учкую-Тархан, Кончи-Шавва, Боз-Гоз, Япунджа, Джурчи, Джага-Кущи, Курулу-Кипчак и др.

Крымские эстонцы. 1900-е годы
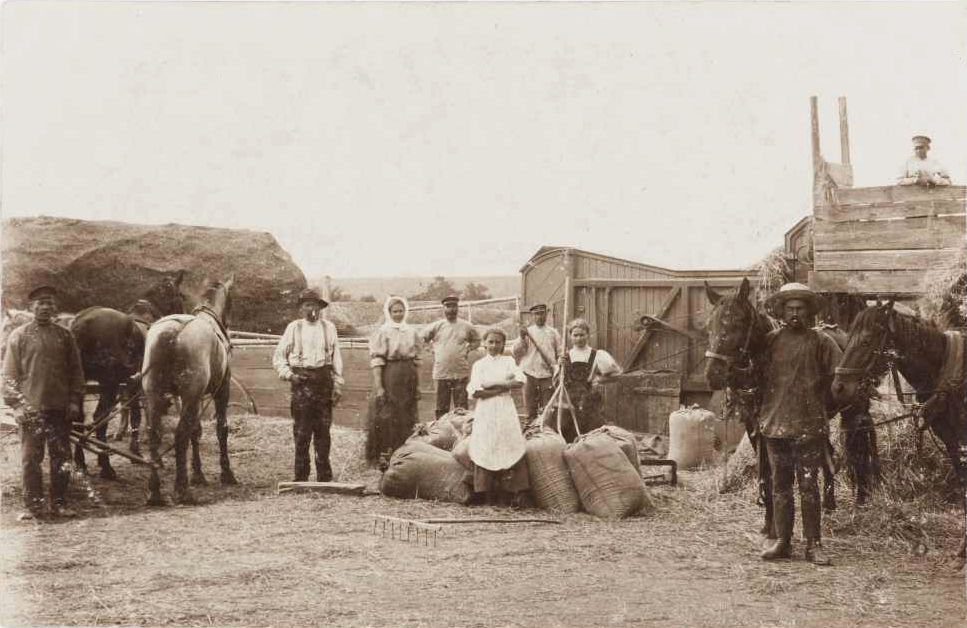
Молотьба в эстонской деревне Учкуй-Тархан. 1900—1910 гг.
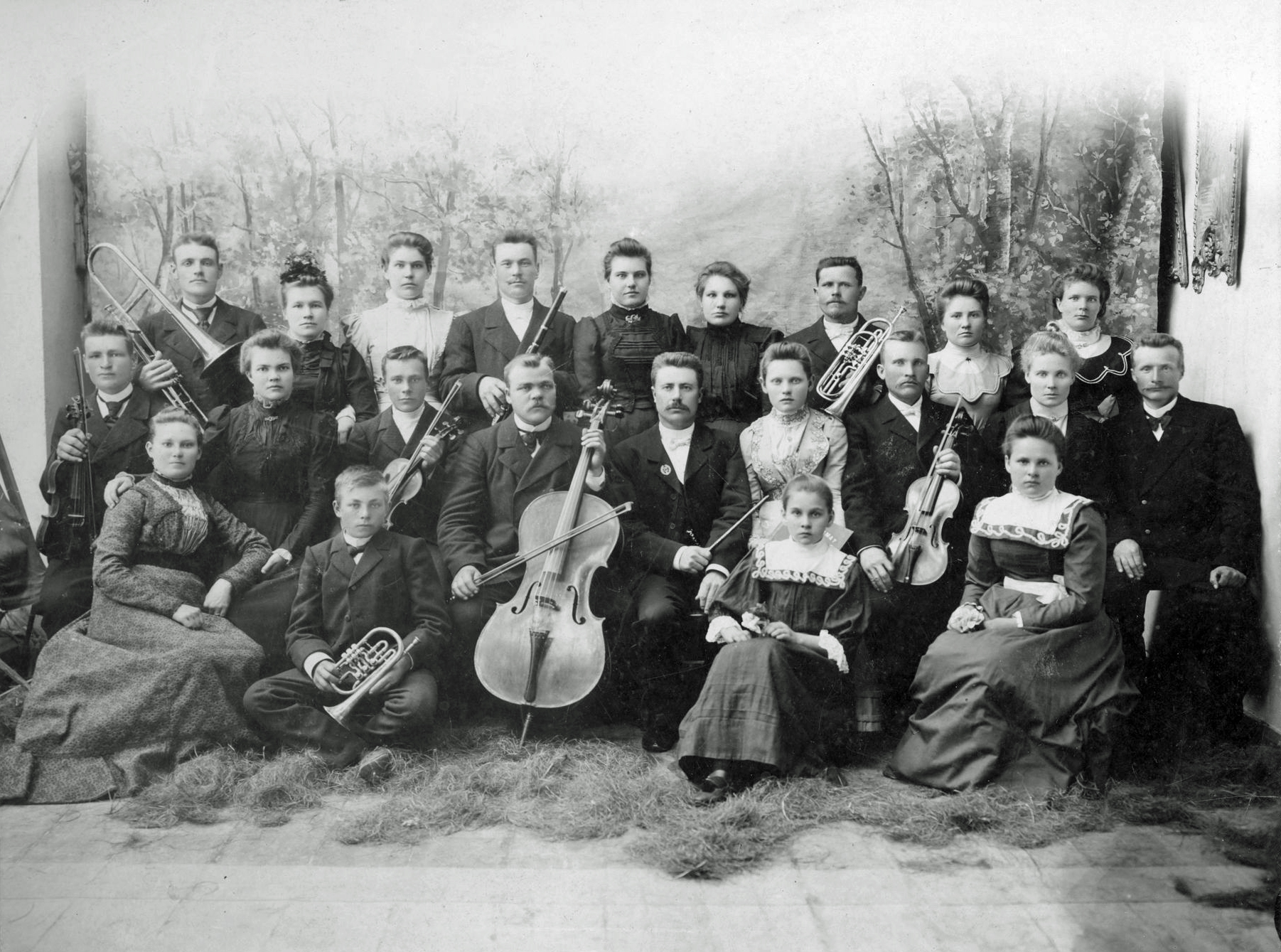
Эстонская песенно-музыкальная группа деревни Курулу-Кипчак, 1900 год
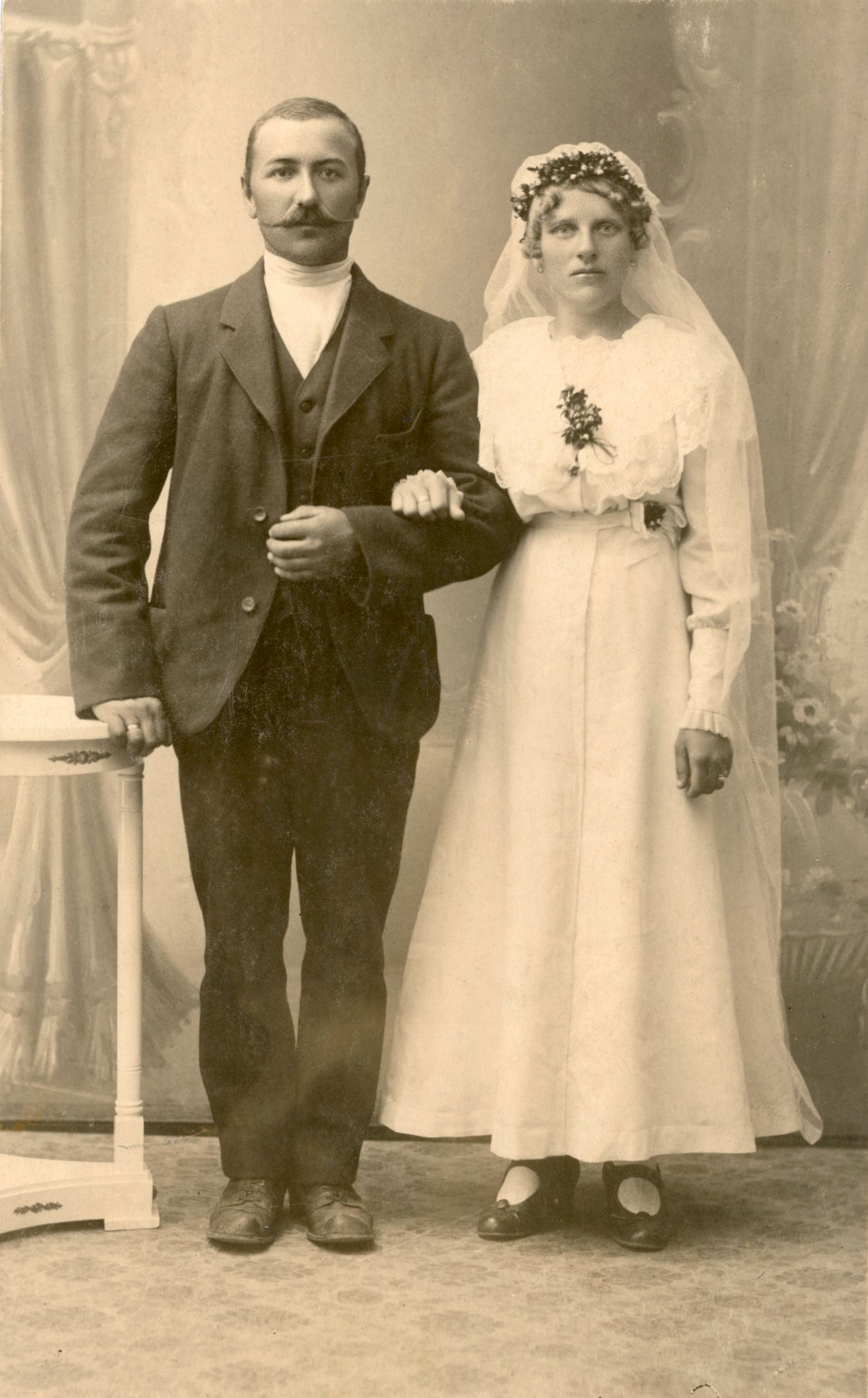
Густав Пеэк (Gustav Peek) с молодой женой, 1904 год
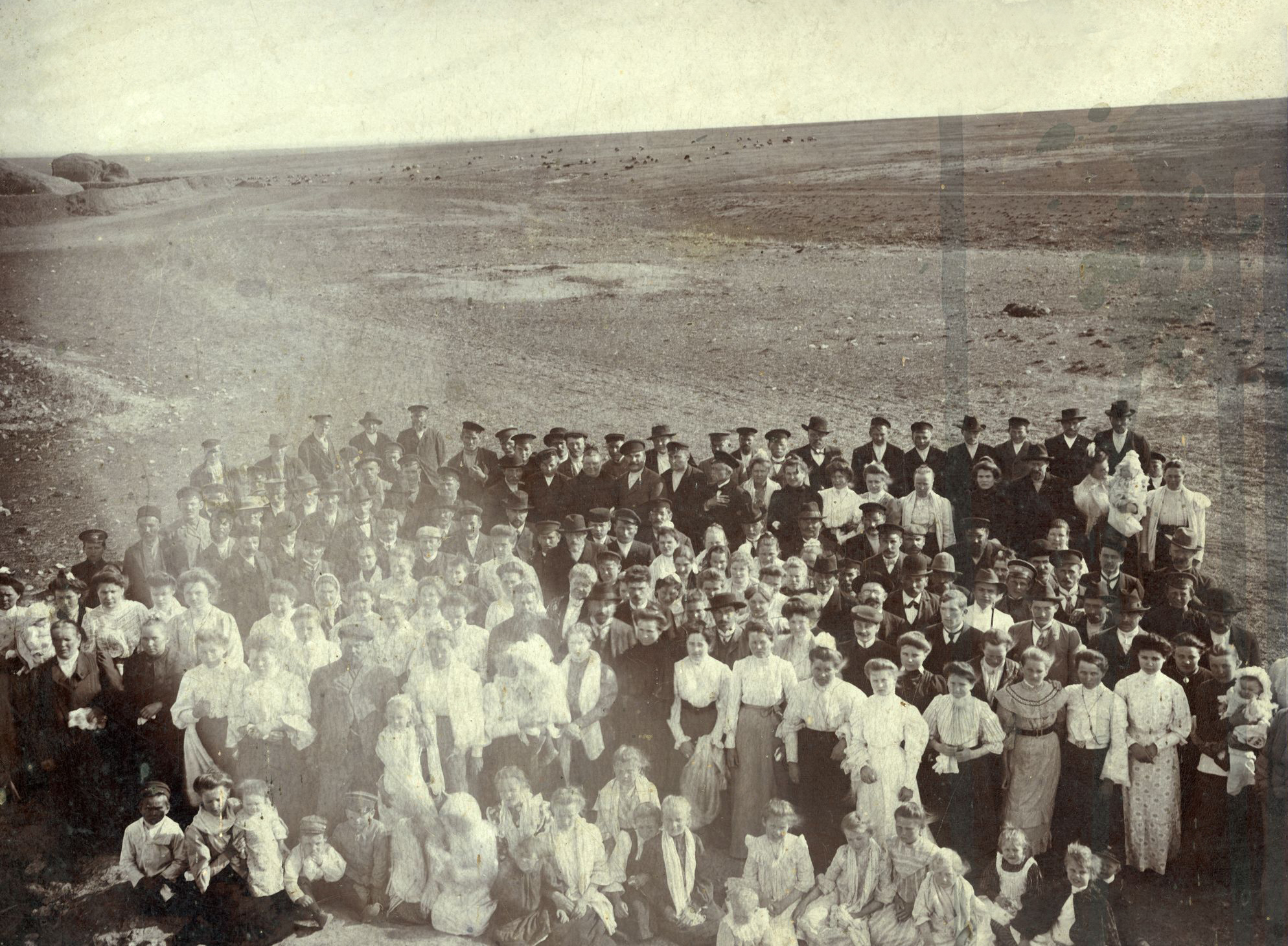
Эстонский праздник песни. Деревня Курулу-Кипчак, 1906 год
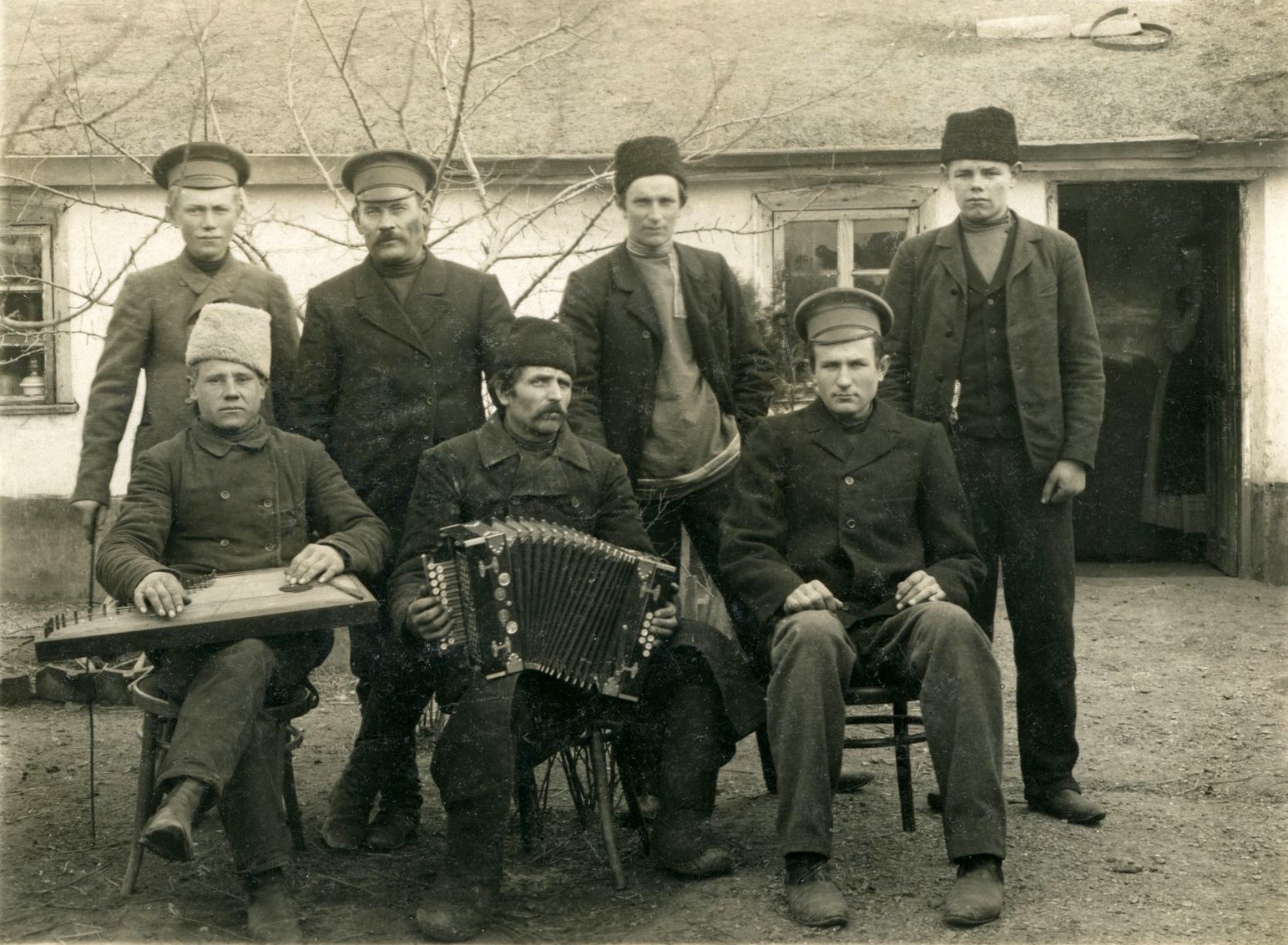
Эстонцы из деревни Джага-Кущу, 1912 год

В результате последующих процессов миграции и ассимиляции при переписи населения 2014 года эстонцами себя назвали всего 350 жителей Крыма (вкл. Севастополь). В настоящее время эстонцы в основном проживают в городах Крыма и в сёлах Вилино, Береговое, Краснодарка и Новоэстония.
Численность эстонцев в Крыму (включая Севастополь) по данным переписей населения:
| Год                                | 1897 | 1921 | 1926 | 1939 | 1959 | 1970 | 1979 | 1989 | 2001 | 2014 |
| ---------------------------------- | ---- | ---- | ---- | ---- | ---- | ---- | ---- | ---- | ---- | ---- |
| Эстонцы в Крыму, чел.              | 2176 | 2367 | 2084 | 1900 | 1228 | 1291 | 1048 | 985  | 674  | 350  |
| в % от численности населения Крыма | 0,39 | 0,30 | 0,29 | 0,17 | 0,10 | 0,07 | 0,05 | 0,04 | 0,03 | 0,02 |

## Эстонцы в Санкт-Петербурге

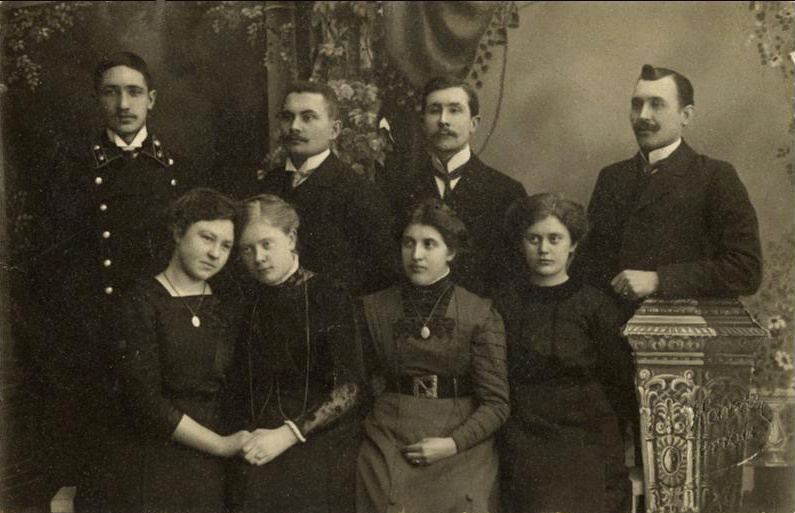
Группа петербургских эстонцев, 1913 год

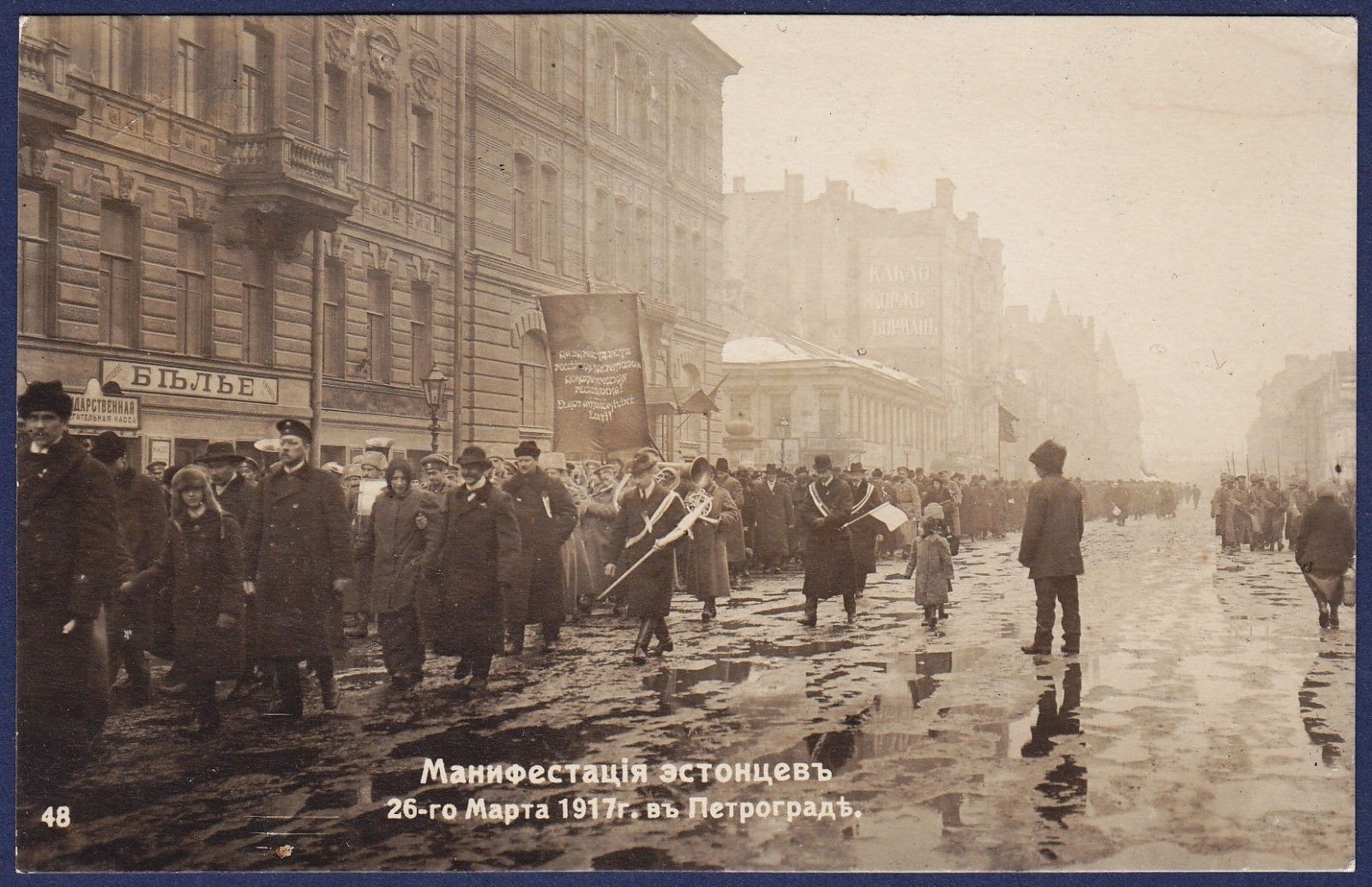
Манифестация эстонцев в Петрограде, 1917 год

С Санкт-Петербургом, как с крупным городом и культурным центром, у эстонцев всегда были особенно тесные связи. В 1860 году для нужд эстонской общины в Петербурге была построена евангелическо-лютеранская церковь Святого Иоанна.
В XIX—начале XX века в Петербурге эстонцы в основном были рабочими или прислугой, но в городе проживали и работали и знаменитые лица эстонского происхождения, в частности, лейб-медик Филипп Карелль, скульптор Амандус Адамсон, художник Йохан Кёлер, поэт и художник Фридрих Руссов.
По подсчётам эстонского академика В. А. Маамяги, в 1917 году в Петербурге проживало не менее 40 тысяч эстонцев (по другим данным около 50 тысяч или 2 % населения города), среди которых было значительное число эстонцев-военнослужащих и членов их семей.
В революционных событиях XX века в Петрограде принимал активное участие эстонец Пауль Лаасимир, который стал первым председателем Петроградского военно-революционного комитета. В марте 1917 года эстонцы в Петрограде провели манифестацию с требованием создать автономную Эстляндскую губернию.
Эстонский историк Раймо Пуллат в своей книге «Город надежд Петербург и формирование эстонской интеллигенции до 1917 г.» подчеркнул определяющую роль Санкт-Петербурга в истории создания эстонской интеллигенции.
Численность эстонцев в Санкт-Петербурге, чел.:
| 1897             | 1926   | 1939   | 1959  | 1970  | 1979  | 1989  | 2002  | 2010  | 2020 |
| ---------------- | ------ | ------ | ----- | ----- | ----- | ----- | ----- | ----- | ---- |
| 12 238           | 15 847 | 15 161 | 7 350 | 6 804 | 6 237 | 5 001 | 2 271 | 1 537 | 855  |
| в том числе сету | ..     | ..     | ..    | ..    | ..    | ..    | 5     | 3     | 10   |

В настоящее время в Санкт-Петербурге действуют Общество эстонской культуры, Эстонский евангелическо-лютеранский приход Св. Иоанна. С сентября 1999 года возобновила свой выпуск газета «Peterburi Teataja», издававшаяся в 1908—1918 годах.

## Эстонцы в Москве
Численность эстонцев в Москве, чел.:
| 1897             | 1926 | 1939 | 1959 | 1970 | 1979 | 1989 | 2002 | 2010 | 2020 |
| ---------------- | ---- | ---- | ---- | ---- | ---- | ---- | ---- | ---- | ---- |
| 318              | 1868 | 1802 | 1811 | 2053 | 1824 | 1801 | 1247 | 1074 | 589  |
| в том числе сету | ..   | ..   | ..   | ..   | ..   | ..   | 3    | 2    | 3    |

## Репрессированные эстонцы
В разгар сталинских репрессий 1930-х годов были казнены десятки работавших в России советских партийных, военных и общественных деятелей эстонского происхождения, борцов за советскую власть, среди них:

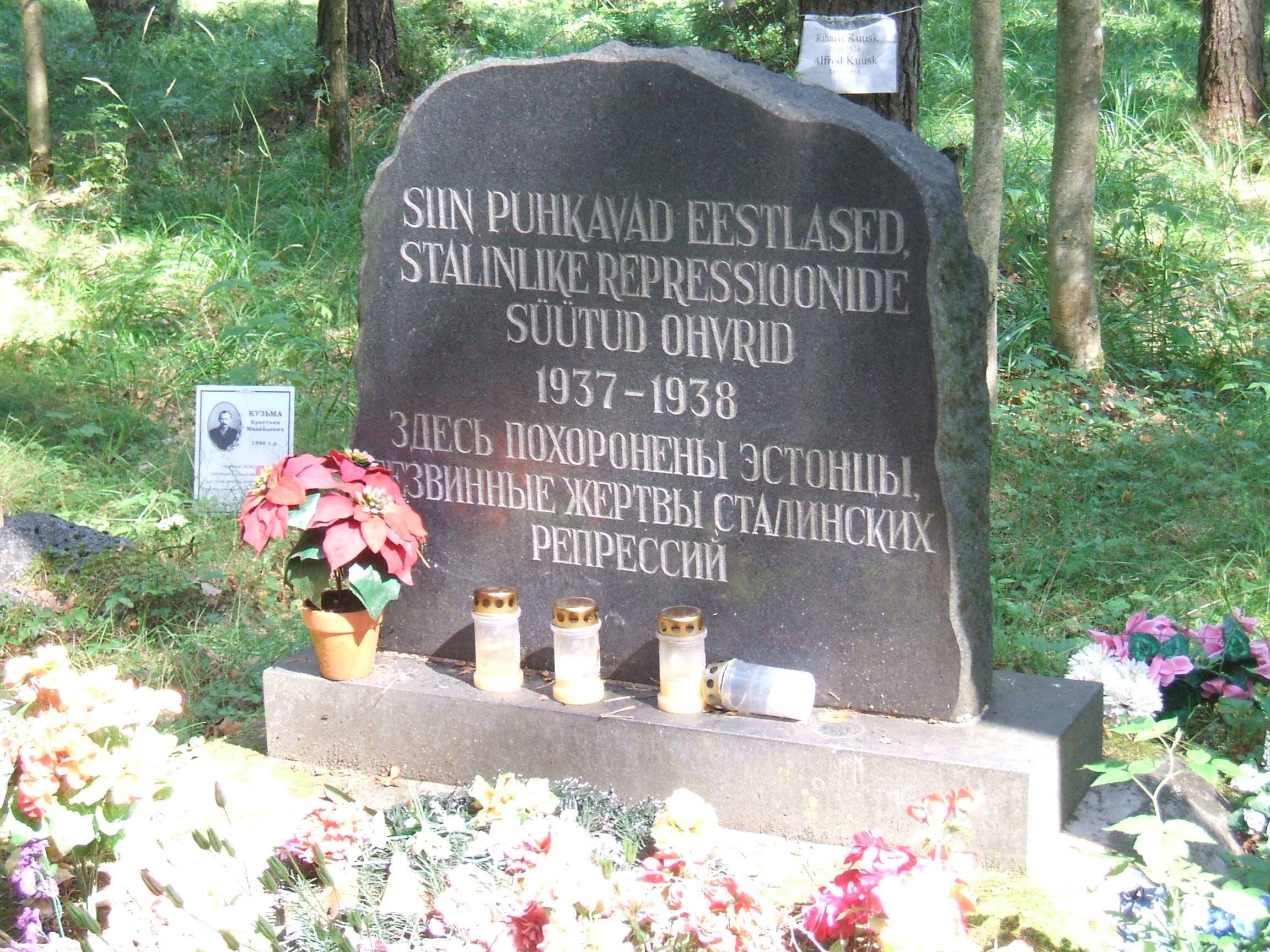
Памятник расстрелянным в период сталинских репрессий 1937—1938 годов эстонцам на Левашовском мемориальном кладбище

- Анвельт, Ян Янович (Jaan Anvelt) (1884—1937)
- Вальнер, Артур Гансович (Artur Vallner) (1887—1937)
- Корк, Август Иванович (August Kork) (1887—1937)
- Лудри, Иван Мартынович (Johan Ludri) (1895—1937)
- Пальвадре, Яков Карлович (Jakob Palvadre) (1889—1936)
- Раудмец, Иван Иванович (Jaan Raudmets) (1892—1937)
- Резен, Иван Иванович (Johannes Reesen) (1900—1937)
- Штраух, Энгельберт Мадисович (Engelbert Strauch) (1896—1938)
- Тракман, Максим Густавович (Max-Alfred Trakmann) (1900—1937)
- Тракман, Карл Густавович (Karl Trakmann) (1887—1938)
- Янсон, Николай Михайлович (Nikolai Janson) (1887—1938)

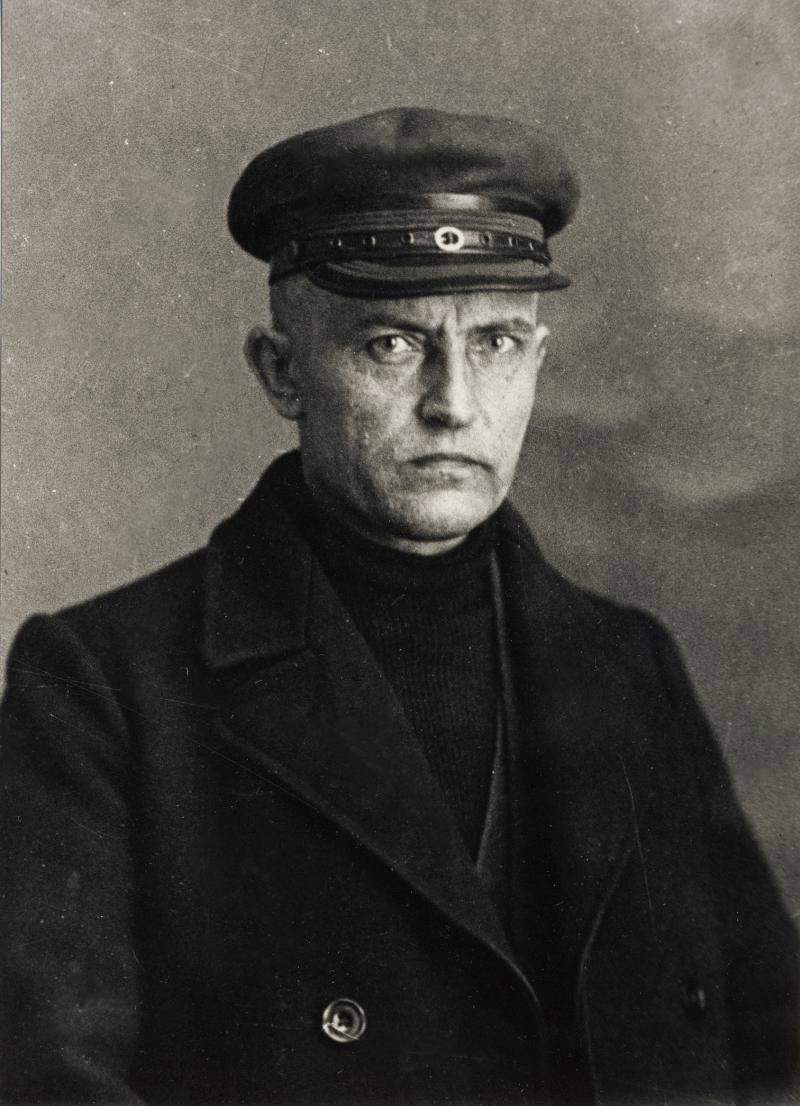
Яан Анвельт
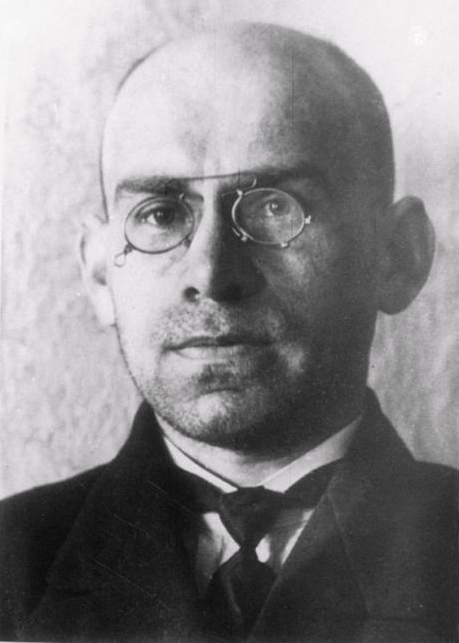
Артур Вальнер
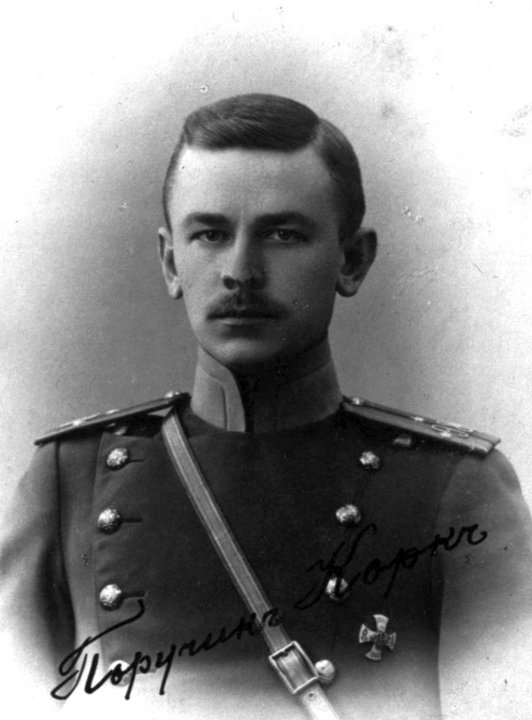
Август Корк
Йохан Лудри
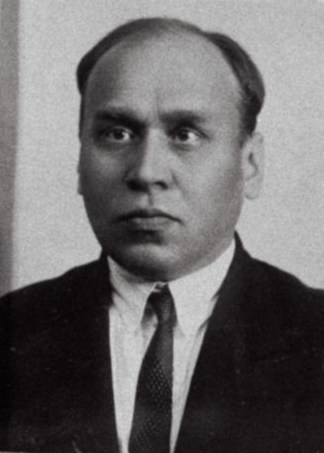
Энгельберт Штраух